# Saint-Géraud-de-Corps
Saint-Géraud-de-Corps è un comune francese di 198 abitanti situato nel dipartimento della Dordogna nella regione della Nuova Aquitania.

## Società

### Evoluzione demografica
Abitanti censiti